# Villa Marsilio Ficino

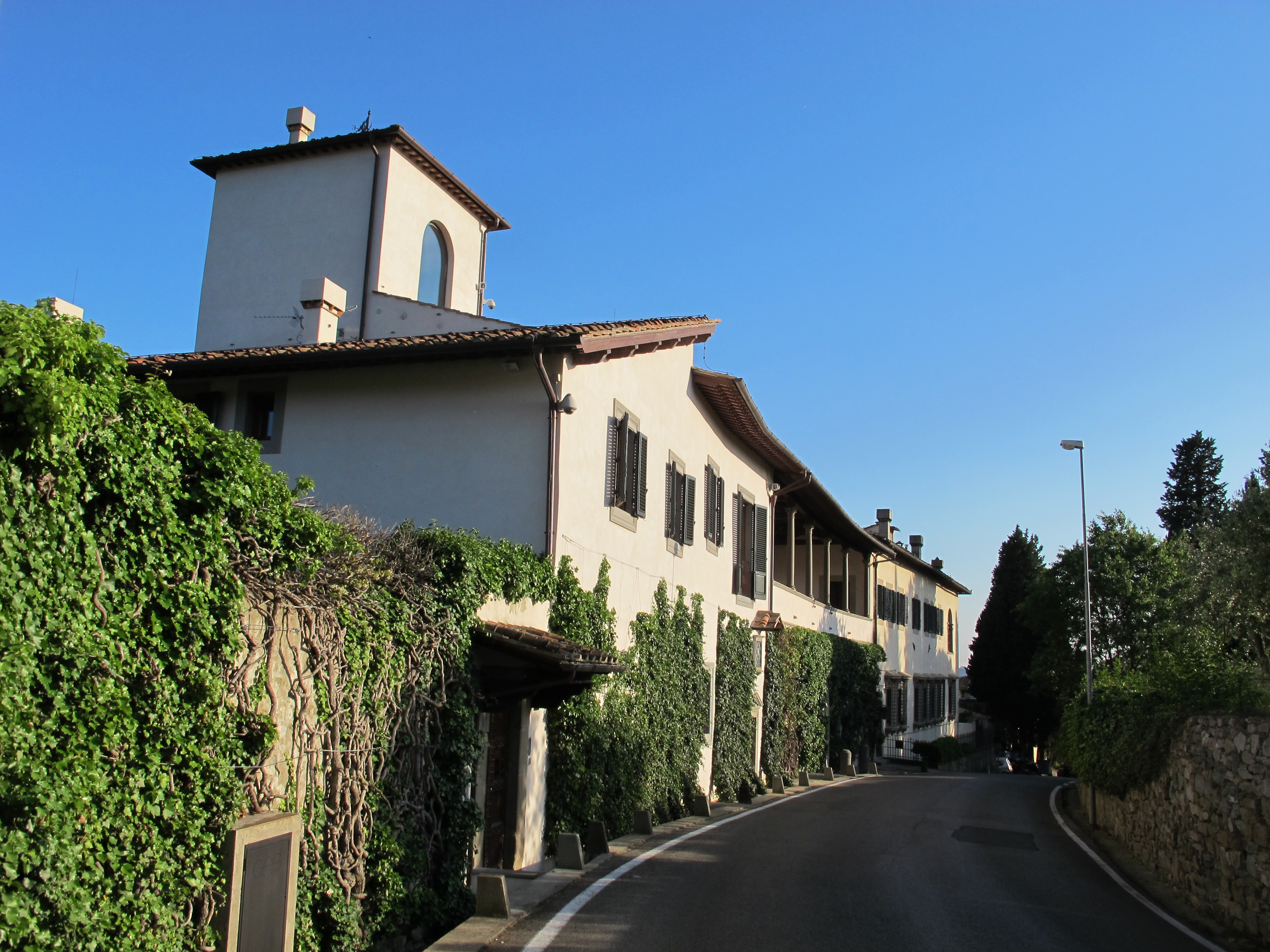
Villa Marsilio Ficino

 Villa Marsilio Ficino si trova a Fiesole in via del Salviatino 11, alle pendici di Maiano.

## Storia
La villa deve il nome al poeta e filosofo Marsilio Ficino che qui si riuniva nel circolo di Filippo Valori, proprietario della villa. Prima di quel prestigioso periodo, la villa era anticamente chiamata di Marmigliano o del Vivaio.
Sia sotto Filippo che sotto suo figlio Niccolò, la villa fu sede di convegni dell'Accademia neoplatonica. In seguito però la casata Valori decadde per manifeste avversità ai Medici, prima con l'arresto di Niccolò, per non aver denunciato la congiura di Pietro di Pagolo Boscoli e di Agostino Capponi (quella per la quale fu condannato anche Niccolò Machiavelli), poi quando suo figlio Filippo, nonostante il perdono alla casata già concesso da Leone X, si schierò contro Cosimo I de' Medici nella battaglia di Montemurlo, cadendo prigioniero e venendo poi decapitato il 20 agosto 1537.
I suoi beni vennero dunque confiscati dal nuovo duca, che li usò, assieme ai frutti di altre confische, per remunerare i suoi più fedeli servitori. La villa di Marmigliano finì al maestro di camera Carlo di messer Jacopo Fei. Nel 1586 fu acquistata da Agostino di Tommaso del Nero, i cui discendenti la possedettero fino al 1807. Dopo vari passaggi, in epoca recente fu dei Panattoni, dei Ciampolini e di vari proprietari stranieri.
Un'altra proprietà confinante, detta Marmigliano di sotto, venne invece venduta dai Del Nero nel 1818 ai marchesi Pucci e poi ai Tonelli, dai quali la acquistò John Temple Leader (1852), l'eccentrico proprietario anche del Castello di Vincigliata, che la unì ai suoi numerosi possedimenti nella zona. Alla sua morte fu ereditata da lord Westbury.

## Descrizione
La villa si distingue oggi per due grandi logge.
Il giardino, sul lato sud, è molto piccolo ma ha un ampio respiro dato dal panorama. Il lato orientale ha infatti un parterre con aiuole geometriche, bordate di bossi e roseti e tagliato da un solo asse, con conche di limoni e una fontana circolare al centro (con puttino), che nella cornice di cipressi e altre essenze arboree abbraccia una vista della vallata ricca di oliveti tra la villa Il Salviatino e via Benedetto da Maiano. Firenze appare invece in maniera "discreta", dalla loggia e da un angolo del giardino.
L'asse del giardino si chiude su una nicchia contenente una statua di pastore, sotto la quale resta l'incisione "The garden I love".
All'interno scrisse Guido Carocci dell'esistenza di una sala con affreschi medievali, raffiguranti un corteo nuziale con molti stemmi.